# تاكاهيرو أويدا
تاكاهيرو أويدا (باليابانية: 上田岳弘) (1979، هيوغو في اليابان)؛ روائي ياباني.